# Dimi Mint Abba
Dimi Mint Abba (25. december 1958 – 4. juni 2011, født Loula Bint Siddaty Ould Abba) var en kendt musiker fra Mauretanien. 
Begge hendes forældre var musikere og hendes far var blevet bedt om at komponere den mauretanske nationalsang, og Dimi begyndte at spille musik allerede i en tidlig alder. Hendes professionelle musikalske karriere begyndte i 1976, da hun sang på radioen og hun konkurrerede, året efter, i Umm Kulthum Contest i Tunis. Hendes første internationale udgivelse blev udgivet af pladeselskabet World Circuit, efter opfordring fra Ali Farka Touré. På albummet blev hun ledsaget af sin mand Khalifa Ould Eide og hendes to døtre. Senere har hun komponeret flere berømte og populære mauretanske sange som Hailala og Koumba bay bay. Hun døde den 4 juni 2011, i Casablanca, Marokko efter en ulykke på scenen. 